# Allium incrustatum
Allium incrustatum är en amaryllisväxtart som beskrevs av Aleksei Ivanovich Vvedensky. Allium incrustatum ingår i släktet lökar, och familjen amaryllisväxter. Inga underarter finns listade i Catalogue of Life.